# 陳有芳
陳有芳（1916年12月24日—？），也譯作陳友方、陳友芳、陳有方，越南共和國政治人物，曾出任越南國財政總長及越南共和國財政部長、國家銀行行長和參議員。

## 生平
陳有芳是西寧人，出生於1916年12月24日
（一說1916年12月12日）。
1954年至1956年，任越南国财政总长及越南共和国财政部长（1955年越南共和国取代越南国，总长一职改称为部长），期间于1955年兼任经济总长。
1956年至1960年，出任國家銀行行長。
1968年至1969年，任经济委员会主席。1970年至1971年和1971年至1972年，担任预算、财政和税收委员会主席。
在1967年至1970年，1970年至1976年两届任期中担任越南共和国参议员。

## 个人生活
陳有芳为天主教徒，至1974年已婚，有两个孩子。